# 소니 α5100
소니 α5100 (모델명 ILCE-5100 ) 은 2014년 8월 18일 소니가 발표한 디지털 미러리스 카메라이다.

## 같이 보기
- 소니 E-마운트 카메라 목록
- 가장 작은 미러리스 카메라 목록